# Panxea
La Asociación para o Comercio Xusto e Solidario Panxea (en castellano: Asociación para el Comercio Justo y Solidario Pangea) es una organización no gubernamental de ayuda al desarrollo y comercio justo situada en Santiago de Compostela.
Fue fundada en 1995 por un antiguo grupo de voluntarios que buscaban su propia manera de hacer llegar el consumo responsable, el comercio justo, la soberanía alimentaria y la acción social a Santiago de Compostela y Galicia.
Panxea es gobernada de manera asamblearia por sus miembros, que organizados por comisiones, presentan y discuten sus propuestas. Además de la asamblea general anual, cuenta con reuniones semanales, abiertas a la participación pública.
Junto a las actividades de educación social, sensibilización y ayuda al desarrollo cuenta con una tienda pública de productos ecológicos y de comercio justo.
Forma parte de la Red Gallega de Consumo Consciente y Responsable (Rede Galega de Consumo Consciente e Responsábel), de la Iniciativa por la Soberanía Alimentaria de los Pueblos (Iniciativa pola Soberanía Alimentaria dos Pobos) y del Espacio por un Comercio Justo.
Panxea recibió el Premio Vagalume 2006 concedido por el Ayuntamiento de Santiago al proceso de sensibilización y difusión del Comercio Justo llevado a cabo en la ciudad, además de otros premios y citaciones menores.
Desde abril del año 2010 Panxea amplió su actividad incorporándose como cooperativa de consumidores de comercio justo y ecológico bajo las siglas "Panxea S.C.G."

## Trabajo y Organización
La actividad principal de Panxea se adscribe al Comercio Justo y productos ecológicos. La difusión principal se lleva a cabo en un establecimiento de venta al público y a sus asociados.
Los productos son adquiridos mediante importadoras de Comercio Justo, encargadas de garantizar el origen y respeto de dicho producto a los principios internacionales del Comercio Justo.
Los productos ecológicos se obtienen de productores locales, fomentando cadenas cortas de distribución y el respeto al medio ambiente.
El resto de la educación, difusión y sensibilización se lleva a cabo mediante la preparación de actos, conferencias y talleres.